# Кэллоуэй, Роб
Роб Кэллоуэй (англ. Rob Calloway; род. 18 июля 1969 в Хартфорде, Кентукки, США) — американский боксёр-профессионал, выступавший в супертяжёлой (Heavyweight) весовой категории.

## Профессиональная карьера
Кэллоуэй дебютировал на профессиональном ринге в июле 1996 года в полутяжёлом весе. Первая время его карьера складывалась довольно удачно, и Роб провёл последовательных 23 беспроигрышных поединка. Но 4 из них про различным причинам были признаны несостоявшимися.
К своему 7-му поединку завоевал титул чемпиона в полутяжёлом весе по версии WAA, нокаутировав американца Рэя Доменджа (21-7) в 9-м раунде. В 1999 году завоевал титул чемпиона Америки в первом тяжёлом весе по версии IBA, победив по очкам Даррела Спринкса (14-1). В ноябре этого же года потерпел первое поражение близким решением судей от американца, Кенни Кина (46-3).
Выиграл затем нокаутом 6 поединков подряд, победил Джеймса Тиллиса, Джейсона Николсона и проиграл по очкам в 2001 году датчанину Туе Борну Томсену (21-1).
В 2002 году нокаутировал Отиса Тисдейла (20-6-1) и завоевал интерконтинентальный титул WBF. В этом же году свёл вничью бой с Русланом Чагаевым. В 2003 году потерпел первое досрочное поражение от олимпийского чемпиона, Одли Харрисона. Победил по очкам Джулиса Лонга (10-2). В 2002 году проиграл во втором раунде американцу, Хасиму Рахману. В 2005 году нокаутировал Джима Стролла (27-3) и завоевал титул NABC.
В январе 2006 года проиграл нокаутом второй бой Руслану Чагаеву. Проиграл по очкам Джамилю Макклайну. Снова начал побеждать, выходя с высокой периодичностью на ринг. В 2007 году нокаутировал Терри Смитта (30-2-1) и Галена Брауна (29-4-1). В 2008 году нокаутировал непобеждённого Хауна Карлоса Робенсона (9-0).
В 2008 году проиграл россиянинам Александру Алексееву (15-0) и Григорию Дрозду (30-1). В декабре 2009 года проиграл поляку, Павлу Колодзею (23-0). Затем в мае 2010 года проиграл нокаутом в первом раунде, Шэннону Бриггсу.
В 2011 году проиграл австралийцу, Чонси Уэлливеру (49-5-5), и в марте 2012 года проиграл австрелийцу, Марку Де Моли (17-1-2).